# The First Amendment of Korea
Pour plus de détails, voir Fiche technique et Distribution.
The First Amendment of Korea (hangeul : 대한민국 헌법 제1조 ; RR : Daehanminguk heonbeob je 1jo) est une comédie dramatique sud-coréenne réalisée par Song Kyeong-shik, sortie en 2003.

## Synopsis
Eun-bi est orpheline et prostituée. Une nuit, l'une de ses amies est violée. Devant l'indifférence de la police et des politiques à résoudre cette affaire, Eun-bi décide, avec l'appui de ses collègues, de se présenter aux élections.

## Fiche technique
- Titre : The First Amendment of Korea
- Titre original : 대한민국 헌법 제1조 (Daehanminguk heonbeob je 1jo)
- Réalisation : Song Kyeong-shik
- Scénario : Choi Jong-tae et Kim Jin-su
- Photographie : Lee Dong-sam
- Montage : Mun In-dae
- Musique : Lee Dong-jun
- Production : Thomas Leong et Kim Hyeong-jun
- Pays d'origine :  Corée du Sud
- Format : couleur - 1,85:1 - Dolby Digital - 35 mm
- Genre : comédie dramatique
- Durée : 108 minutes
- Date de sortie :
  - Corée du Sud : 14 mars 2003

## Distribution
- Ye Ji-won : Ko Eun-bi
- Lim Seong-min : Kang Se-yeong
- Lee Mun-shik : Baek Sung-ki
- Nam Jin : Général
- Choi Eun-ju : Aeng-doo
- Kim Yong-geon : Oh Man-bong